# أنت لم تبن ذلك!
«أنت لم تبنِ ذلك»، هي عبارة من خطاب الحملة الانتخابية لعام 2012 الذي ألقاه رئيس الولايات المتحدة باراك أوباما في 13 يوليو 2012، في روانوك، فيرجينيا. صرح أوباما في الخطاب: «ساعدَ شخصٌ ما في إنشاء هذا النظام الأمريكي المذهل الذي لدينا، الذي سمح لك بالازدهار. استثمر شخصٌ ما في الطرق والجسور».
«إذا كان لديك عمل تجاري فلن تقوم ببنائه». نُشرت الجملة «إذا كان لديك عمل تجاري، فأنت لم تبني ذلك» من قبل خصومه السياسيين خلال الحملة الرئاسية لعام 2012، على أنها هجوم من قبل أوباما على الأعمال التجارية ورجال الأعمال. وردَّت حملة أوباما بأن الانتقادات كانت تخرج العبارة من سياقها، وأن كلمة «ذلك» في العبارة كانت تشير إلى إنشاء «طرق وجسور» في الجملة السابقة.
أفادت منظمات تدقيق الحقائق أن تصريحات أوباما استخدمت بطريقة غير صحيحة خارج سياقها لانتقاد الرئيس.
وعلقت صحيفة واشنطن بوست أن تصريحات الرئيس تعكس الاعتقاد السائد بين الديمقراطيين بأن المواطنين الناجحين يدينون بنجاحهم جزئيًا إلى البنية التحتية العامة والإنفاق الحكومي، وأن عليهم المساهمة في تمويل الأشغال العامة. استمر الحزب الجمهوري في استخدام العبارة لانتقاد أوباما طوال الحملة الرئاسية لعام 2012.

## خلفية الموضوع
في أغسطس 2011، في أثناء التفكير في الترشح لمجلس الشيوخ الأمريكي، قدمت إليزابيث وارين، مستشارة الإصلاح المالي السابقة للبيت الأبيض، دفاعًا عن النظرية الاقتصادية التقدمية في حدث أقيم في أندوفر، ماساتشوستس. في 21 سبتمبر، تلقى مقطع فيديو وارين وهي تدافع عن الاقتصاد التقدمي اهتمامًا على الإنترنت وأصبح شريط الفيديو فيروسيًا.
تدحض وارين بقوة الحجة القائلة بأن مطالبة الأثرياء بدفع المزيد من الضرائب هي «حرب طبقية»، استنادًا إلى القول بأنه لا أحد أصبح ثريًا فيأمريكا دون الاعتماد على الخدمات الحكومية التي يدفعها بقية المجتمع.
وقالت أيضًا: «أسمع كل هذا، كما تعلمون، حسنًا، هذه حرب طبقية، أيًا كان. لا يوجد أحد في هذا البلد أصبح ثريًا بمفرده، لا أحد. هل بنيتَ مصنعًا هناك؟ جيد بالنسبة إليك. لكني أريد أن أكون واضحةً، لقد نقلت بضائعك إلى السوق على الطرق التي دفعنا بقية ثمنها، لقد استأجرت عمالًا دفع بقيتنا لتعليمهم».
«كنتم بأمان في مصنعكم بسبب قوات الشرطة والإطفاء التي دفعنا ثمنها. لا داعي للقلق من أن تأتي الفرق الغزيرة وتستولي على كل شيء في مصنعك -وتوظف شخصًا للحماية من هذا- بسبب العمل الذي قام به بقيتنا. انظر الآن حولك، لقد قمت ببناء مصنع وتحول إلى شيء رائع، أو فكرة رائعة. احتفظ بجزء كبير منه. لكن جزءًا من العقد الاجتماعي الأساسي هو أنك تأخذ جزءًا كبيرًا من ذلك، وتدفع مقدمًا مقابل الطفل التالي الذي يأتي معك».     ردد أوباما فيما بعد أفكار وارين عندما تحدث  في رونوك بولاية فيرجينيا حول كيفية اعتماد الشركات الخاصة على الاستثمارات الحكومية في البنية التحتية..
في خطاب فوزها في 6 تشرين الثاني (نوفمبر) 2012، بعد فوزها في انتخابات مجلس الشيوخ في ولاية ماساتشوستس، تابعت إليزابيث وارين الموضوع، قائلة إنها كانت «حملة رائعة، واسمحوا لي أن أكون واضحة: لم أقم ببناء ذلك، بل أنت بنيتَ ذلك».

## الخطاب
في 13 يوليو 2012، في أثناء تأرجح حملته في ولاية فرجينيا، توقف أوباما في راونوك للتحدث إلى مؤيديه. أشار أوباما في ملاحظاته إلى أنه بينما كان على استعداد لتقليص الهدر الحكومي، فإنه لن يبتلع الاستثمارات التي تنمي الاقتصاد أو يمنح إعفاءات ضريبية لأصحاب الملايين من أمثاله أو ميت رومني. ومضى أوباما يقول إن الأغنياء لم يصبحوا أثرياء بسبب موهبتهم وعملهم الجاد فقط، ولكنهم يدينون، بدرجات متفاوتة، ببعض نجاحهم إلى الحظ السعيد ومساهمات الحكومة.
قال أوباما في هذا السياق: «يوجد الكثير من الأمريكيين الأثرياء الناجحين الذين يتفقون معي، لأنهم يريدون رد الجميل. إنهم يعرفون ، إذا كنت ناجحًا، فلن تصل إلى هناك بمفردك . أنا دائمًا مندهش من الأشخاص الذين يعتقدون أن يكون ذلك لأنني كنت ذكيًا جدًا. هناك الكثير من الأشخاص الأذكياء. يجب أن يكون ذلك لأنني عملت بجد أكثر من أي شخص آخر. اسمحوا لي أن أخبركم بشيء توجد مجموعة كاملة من الأشخاص المجتهدين هنا».
«إذا كنت ناجحًا، فقد قدم لك شخص ما على طول الخط بعض المساعدة. كان هناك معلم عظيم في مكان ما في حياتك. أسهم شخص ما في إنشاء هذا النظام الأمريكي المذهل الذي لدينا، الذي سمح لك بالازدهار. شخصٌ ما استثمر في الطرق والجسور. إذا كان لديك عمل تجاري، فلن تقوم ببنائه. شخص آخر جعل ذلك يحدث. لم تُختَرع شبكة الإنترنت من تلقاء نفسها. خلقت الأبحاث الحكومية الإنترنت حتى تتمكن جميع الشركات من جني الأموال من الإنترنت».
«النقطة المهمة هي أنه عندما ننجح، فإننا ننجح بسبب مبادرتنا الفردية، ولكن أيضًا لأننا نقوم بالأشياء معًا، تمامًا مثل مكافحة الحرائق، لا نفعلها بمفردنا. أعني، تخيل لو كان لدى الجميع خدمة إطفاء خاصة بهم. ستكون هذه طريقة صعبة لتنظيم حرائق القتال».
ثم أشار أوباما إلى تمويل G.I. Bill (جي بيل)، وخلق الطبقة الوسطى، وبناء جسر البوابة الذهبية، وسد هوفر، وإنشاء الإنترنت، والهبوط على القمر؛ أمثلة عما كان يتحدث عنه.